# 富盛伸夫
富盛 伸夫（とみもり のぶお、1948年1月 - ）は日本の言語学者。東京外国語大学名誉教授。言語学、特にロマンス言語学が専門。

## 学歴
- 1970年3月 - 東京外国語大学外国語学部フランス語学科卒
- 1973年4月 - 東京大学大学院人文科学研究科仏語仏文学専門課程修士課程修了
- 1973年10月 - ジュネーヴ大学文学部博士課程研究生（1977年9月まで）
- 1977年9月 - ジュネーブ大学フランス語教授法課程修了

## 職歴
- 1977年10月～1978年9月 - ジュネーブ大学文学部講師
- 1978年10月～1980年3月 - 西南学院大学文学部講師
- 1980年4月～1986年3月 - 西南学院大学文学部助教授
- 1986年4月～1987年3月 - 西南学院大学文学部教授
- 1987年4月～1994年3月 - 東京外国語大学外国語学部助教授
- 1994年4月～2009年3月 - 東京外国語大学外国語学部教授
- 1994年4月～1995年3月 - 東京外国語大学語学研究所所長
- 1995年4月～1998年3月 - 東京大学大学院人文社会系研究科教授（併任）
- 1995年4月～2000年3月 - 東京外国語大学学生部長、評議員（併任）
- 2000年4月～2001年8月 - 東京外国語大学副学長（企画・研究等担当）
- 2001年9月～2006年9月 - 東京外国語大学附属図書館長（併任）
- 2004年4月～2006年9月 - 国立大学法人東京外国語大学学長特別補佐（兼任）
- 2009年4月～2012年3月 - 東京外国語大学総合国際学研究院（言語文化部門・言語研究系）教授（大学院重点化による所属変更）
- 2012年6月　　　　　　- 東京外国語大学名誉教授